# Jordie Barrett
Jordan Matthew Barrett, più conosciuto come Jordie Barrett (New Plymouth, 17 febbraio 1997), è un rugbista a 15 neozelandese, estremo degli Hurricanes in Super Rugby.

## Biografia
Nativo di New Plymouth, nella regione di Taranaki, Barrett è il minore di sette fratelli ed è cresciuto in una fattoria a Pungarehu. Iniziò a giocare a rugby fin dall'infanzia, in ciò favorito anche dal fatto che suo padre Kevin era stato giocatore professionista negli Hurricanes tra il 1997 e il 1998; prima di lui anche i suoi fratelli, Kane, Beauden e Scott, furono avviati al rugby divenendo giocatori professionisti.
Il 2 ottobre 2019 Jordie, Bauden e Scott scendono tutti e tre contemporaneamente in campo nel terzo turno della Coppa del Mondo 2019 nel match disputato tra Nuova Zelanda e Canada (vittoria All Blacks 63-0). Non solo, nel corso del match i tre fratelli vanno tutti e tre in meta, stabilendo così un nuovo record per il rugby internazionale.